# Lysimachia japonica
Lysimachia japonica är en viveväxtart som beskrevs av Carl Peter Thunberg. Lysimachia japonica ingår i släktet lysingar, och familjen viveväxter.

## Underarter
Arten delas in i följande underarter:
- L. j. japonica
- L. j. papuana
- L. j. minutissima
- L. j. subsessilis

## Bildgalleri

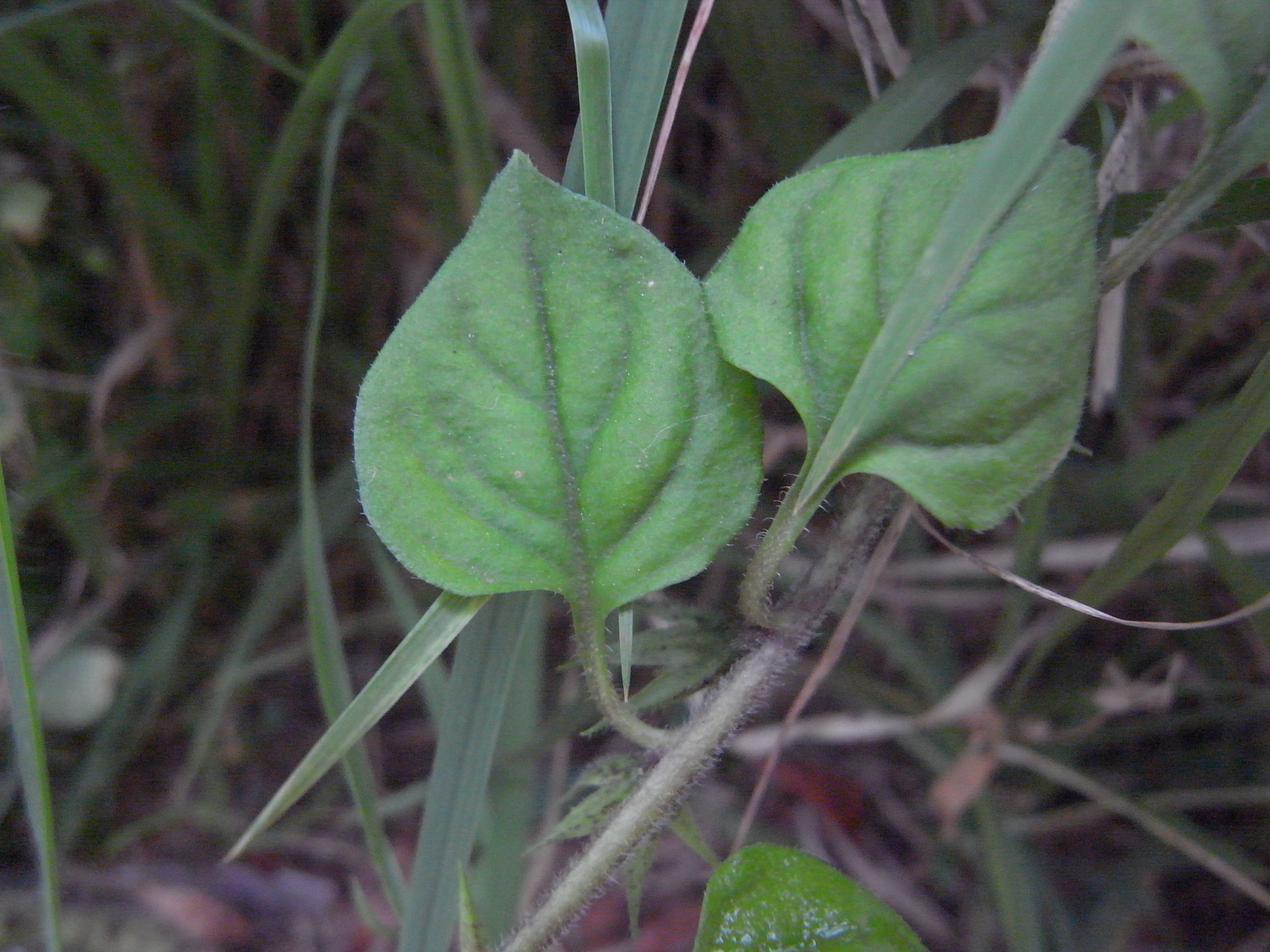
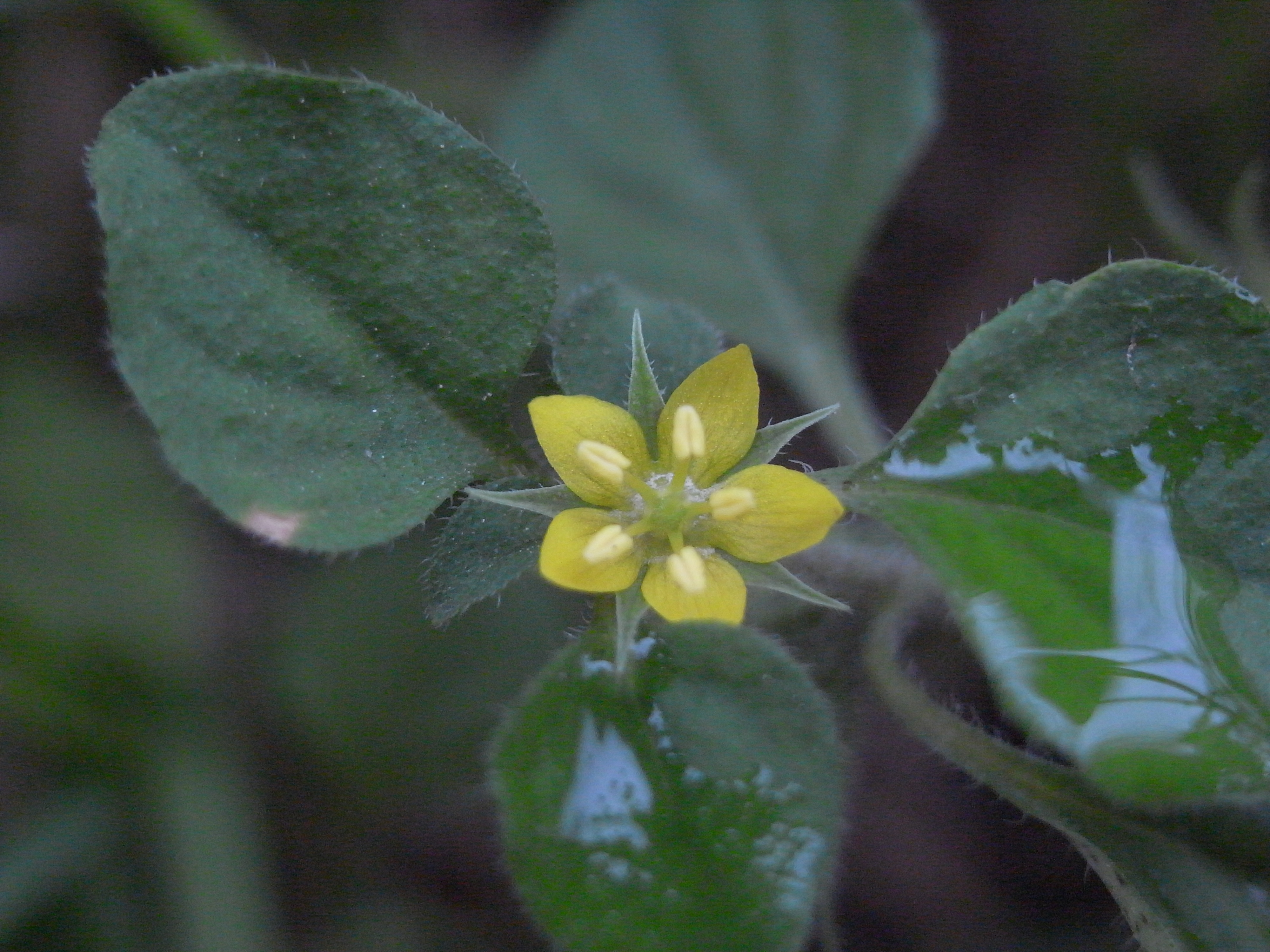
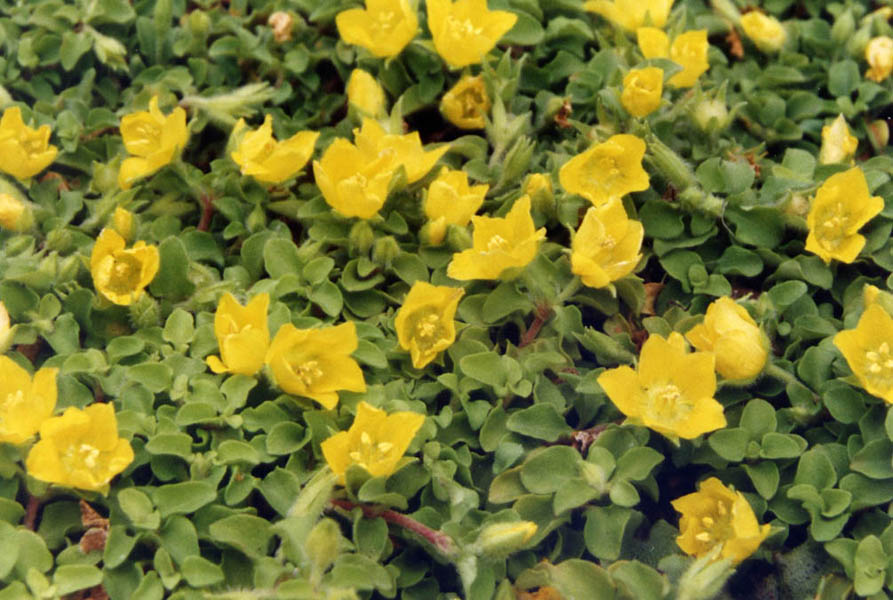
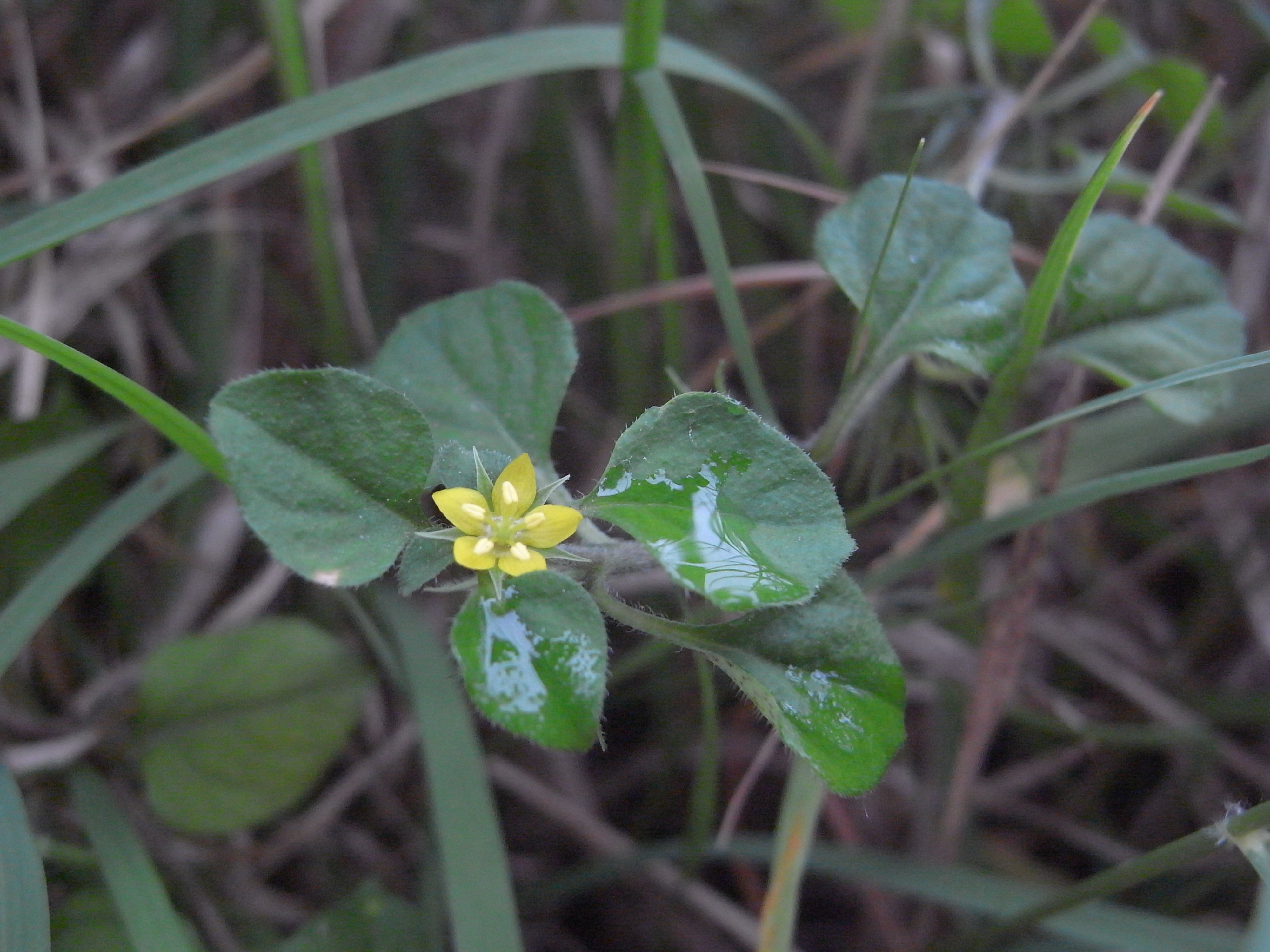
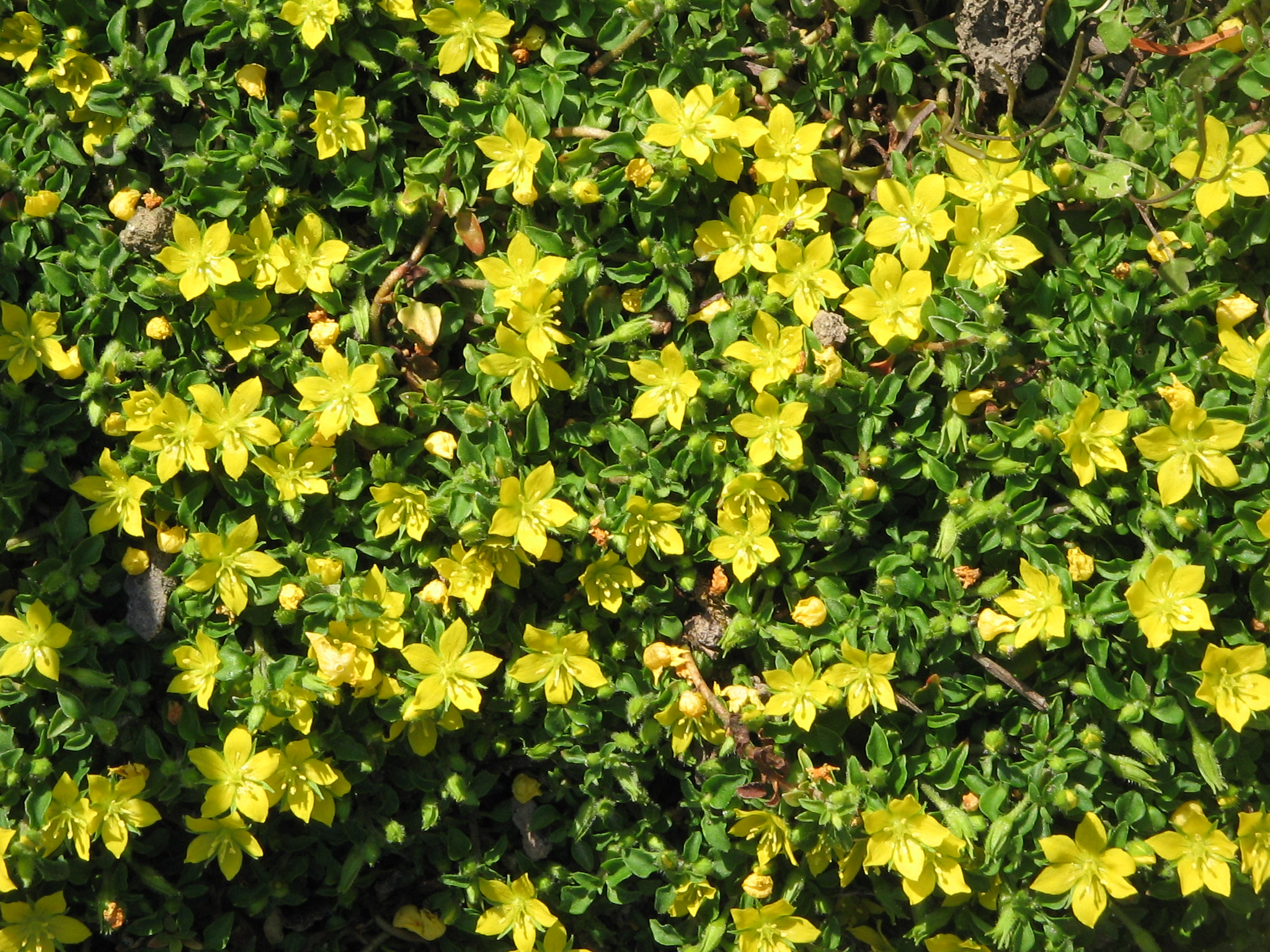
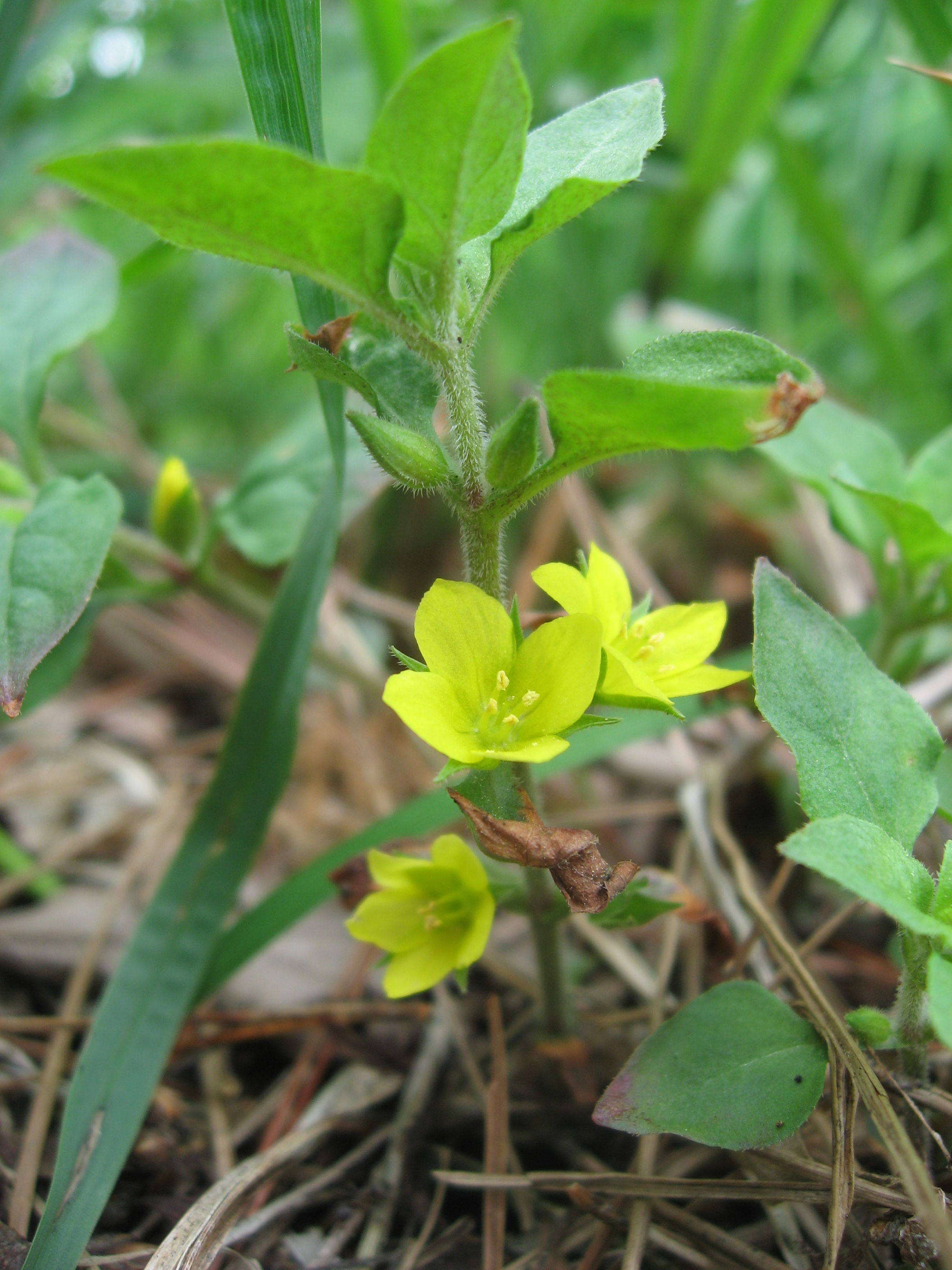